# Virginia Slims of Indianapolis 1988
Virginia Slims of Indianapolis 1988 — жіночий тенісний турнір, що проходив на відкритих кортах з твердим покриттям в Індіанаполісі (США). Належав до турнірів 2-ї категорії в рамках Туру WTA 1988. Турнір відбувся вдев'яте й тривав з 24 до 30 жовтня 1988 року. Друга сіяна Катарина Малеєва здобула титул в одиночному розряді й отримала за це 17 тис. доларів США.

## Фінальна частина

### Одиночний розряд
Катарина Малеєва —  Зіна Гаррісон 6–3, 2–6, 6–2
- Для Малеєвої це був єдиний титул за сезон і 6-й — за кар'єру.

### Парний розряд
Лариса Савченко /  Наташа Звєрєва —  Катріна Адамс /  Зіна Гаррісон 6–2, 6–1
- Для Савченко це був 2-й титул за сезон і 10-й — за кар'єру. Для Звєрєвої це був 2-й титул за сезон і 2-й - за кар'єру.